# Stella Adler
Stella Adler (Nueva York, 10 de febrero de 1901-Los Ángeles, 21 de diciembre de 1992) fue una actriz estadounidense, considerada durante décadas como una de las más destacadas profesoras de interpretación.

## Biografía
Nacida en Nueva York, Adler era miembro de la dinastía de intérpretes de origen judío americano Adler, hija de Sara y de Jacob P. Adler, hermana de Luther y de Jay Adler, y medio hermana de Charles Adler. Jacob y Sara Adler fueron dos de los mejores actores del Teatro Yiddish estadounidense. Fueron una parte significativa de un movimiento teatral que prosperó en Nueva York desde finales del siglo diecinueve hasta bien entrada la década de 1950. Stella estaba destinada a ser la más famosa e influyente miembro de la familia. Empezó su carrera interpretativa a los cuatro años de edad, y la concluyó cincuenta y cinco años después, en 1961. Durante ese tiempo, y también años más tarde, Stella Adler se dedicó a la enseñanza de la interpretación.
Fue la única actriz estadounidense que recibió clases de interpretación de Konstantín Stanislavski durante cinco semanas en 1934 en París. Fue un miembro importante del Group Theatre, pero tuvo diferencias de opinión con Lee Strasberg sobre la correcta enseñanza del Sistema Stanislavski (más adelante conocido como el Método de Stanislavski o «el Método»), que contribuyeron a la posterior disolución del grupo. La mayor controversia de Adler con Strasberg se refería a si un actor debía usar la memoria emocional (defendida por Strasberg), recordando la experiencia personal para lograr un resultado creíble o, por el contrario, vivir el momento (mediante la imaginación), usando al compañero y el espacio para crear una actuación convincente.
Entre 1926 y 1952, Adler actuó con regularidad en Broadway. Con respecto al cine, únicamente intervino en tres filmes, Love on Toast (1937), Shadow of the Thin Man (1941), y My Girl Tisa (1948).
Estuvo casada en tres ocasiones: la primera con Horace Eliascheff, padre de su única hija, Ellen, la segunda con Harold Clurman, famoso director y crítico teatral y uno de los fundadores del legendario Group Theater, y la última con Mitchell A. Wilson, físico y escritor fallecido en 1973.
Adler falleció en Los Ángeles, California, a causa de un fallo cardiaco en 1992, y fue enterrada en el cementerio Mount Carmel Cemetery, de Glendale, Nueva York.
El centro de estudios que Adler fundó todavía funciona en Nueva York y Los Ángeles. Su método, basado en la imaginación del actor, ha sido estudiado por muchos renombrados actores, tales como Robert De Niro, Martin Sheen, Roy Scheider, Vincent D'Onofrio, Mark Ruffalo, Warren Beatty, y Benicio del Toro, además de Marlon Brando, que fue presidente de honor del mismo hasta su muerte. Adler había sido la primera profesora de interpretación de Brando, que la conoció gracias a su hermana, Jocelyn, que estudiaba drama con ella. El legado de Adler continúa con el trabajo del Stella Adler Studio of Acting.

## Carrera en Broadway
Todas las obras son las producciones originales en Broadway.
- The Straw Hat (1926)
- Big Lake (1927)
- The House of Connelly (1931)
- 1931 (1931)
- Night Over Taos (1932)
- Success Story (1932)
- Big Night (1933)
- Hilda Cassidy (1933)
- Gentlewoman (1934)
- Gold Eagle Guy (1934)
- Awake and Sing! (1935)
- Paradise Lost (1935)
- Sons and Soldiers (1943)
- Pretty Little Parlor (1944)
- He Who Gets Slapped (1946)
- Manhattan Nocturne (1943)
- Sunday Breakfast (1952)